# Maechidius relictus
Maechidius relictus är en skalbaggsart som beskrevs av Blackburn 1907. Maechidius relictus ingår i släktet Maechidius och familjen Melolonthidae. Inga underarter finns listade i Catalogue of Life.